# 紐康伯悖論
在數學和哲學，紐康伯悖論或紐康伯問題，是關於一個思想實驗的悖論，此實驗是關於一個有兩個玩家的遊戲，兩個玩家當中的一個可以預知未來。
紐康伯悖論由威廉·紐康伯創造，並且由羅伯特·諾齊克於1969年發表在一篇關於心理學的文章，並於1973年由馬丁·加德納在科學美國人雜誌的「數學專欄」中出現。

## 問題
有一個可靠的預測者、以及兩個指定為A和B的盒子。你做為玩家，可以選擇僅拿走盒子B，或同時拿走盒子A和B。你知道以下信息：
- 盒子A是透明的，總是可見地包含1000美元。
- 盒子B是不透明的，其內容已經由預測者設定：
  - 如果預測者預測玩家會拿走盒子A和B，那麼盒子B中則不包含任何東西。
  - 如果預測者預測玩家僅會拿走盒子B，那麼盒子B中包含100萬美元。

你在做出選擇時不知道預測者預測了什麼，或盒子B中包含什麼，那麼基於理性選擇，你應當僅拿走盒子B，或同時拿走盒子A和B？

## 博弈论策略
在1969年的文章中，諾齊克指出：“對幾乎所有人來說，應該做什麼是完全清晰和明顯的。困難在於這些人似乎平分為幾乎兩半，大量的人認為對立的另一半只是在做傻事。”這個問題今天仍然讓哲學家們分歧。在2020年的調查中，一小部分專業哲學家選擇拿走兩個盒子（39.0%對31.2%）。
博弈论為這個遊戲提供了依賴於不同原則的兩種策略：预期效用原則和策略支配原則。這個問題被稱為悖論，因為就什麼選擇可使玩家收益最大化这一问题，直覺上聽起來都合理的分析却給出了兩種矛盾的答案。
- 考慮到當預測者是正確的概率是確定或幾乎確定時的預期效用，玩家應該選擇盒子B。這個選擇在統計上最大化了玩家的獲利，每場遊戲大約100萬美元。
- 根據支配原則，玩家應該選擇總是更好的策略；選擇盒子A和B總是會比只選擇B多出1000美元。然而，“總是比B多1000美元”的預期效用取決於遊戲的統計收益；當預測者的預測幾乎確定或確定時，選擇A和B使玩家的獲利約為每場遊戲1000美元。

大衛·沃爾珀特和格雷戈里·本福德指出，當一個問題沒有指定所有相關細節時，就會出現悖論，有不止一種“直覺上明顯”的方法來填補這些缺失的細節。他們建議，在紐康伯悖論的情況下，關於兩種策略中哪一種是“顯然正確”的衝突反映了填補紐康伯問題中的細節可以導致兩種不同的非合作遊戲，而每種策略對於一種遊戲是合理的，但對另一種則不是。然後，他們為這兩種遊戲推導出最佳策略，這些策略獨立於預測者的不錯誤性、因果关系、決定論和自由意志的問題。

## 因果關係與自由意志
當預測者被視為絕對正確且不會犯錯時，會引起因果關係問題；諾齊克通過假設預測者的預測「幾乎肯定」是正確的來避開不可錯誤性和因果關係的問題，從而巧妙地避開了這一問題。諾齊克還規定，如果預測者預測玩家將隨機選擇，那麼B盒將一無所有。這假設在做選擇的過程中，本質上隨機或不可預測的事件（如自由意志或量子心灵過程）不會發生。然而，在不可錯誤的預測者的情況下，這些問題仍可探討。在這種條件下，似乎只選擇B是正確的選項。這一分析認為，我們可以忽略返回$0和$1,001,000的可能性，因為它們都要求預測者做出了錯誤的預測，而問題聲明預測者從不會錯。因此，選擇變成了是帶走兩個盒子中的$1,000還是只帶走B盒中的$1,000,000——因此，只選擇B盒總是更好的選擇。
威廉·蘭恩·克雷格提出，在一個有完美預測者（或時光機，因為時光機可以作為做出預測的機制）的世界中，可以發生逆因果關係。可以說，選擇者的選擇導致了預測者的預測。一些人得出結論，如果時光機或完美預測者可以存在，那麼就不存在自由意志，選擇者將做任何他們註定要做的事。綜合考慮，這個悖論是對舊有爭論的重申，即自由意志與決定論不相容，因為決定論使完美預測者的存在成為可能。換句話說，這個悖論可以等同於祖父悖論；悖論預設了一個完美的預測者，暗示“選擇者”無法自由選擇，但同時又假定可以討論和決定選擇。這對一些人來說表明，悖論是這些矛盾假設的產物。
蓋瑞·德雷舍在他的書《善與實》（Good and Real）中主張，正確的決定是只選擇B盒，他以一種他認為相似的情境為例——一個理性主體在一個決定論宇宙中決定是否穿越一條可能繁忙的街道。
安德魯·歐文認為，這個問題在結構上與布雷斯悖论同構，布雷斯悖論是一個關於物理系統各種平衡點的非直觀但最終非悖論的結果。
賽門·伯吉斯（Simon Burgess）認為，問題可以分為兩個階段：預測者獲得預測所依據的所有信息之前的階段和之後的階段。當玩家仍處於第一階段時，他們應該能夠影響預測者的預測，例如，通過承諾只取一個盒子。所以，仍處於第一階段的玩家應該簡單地承諾自己只選一個盒子。
伯吉斯明確承認，處於第二階段的人應該選擇兩個盒子。然而，他強調，就實際目的而言，這並不是重點；決定「絕大多數錢的去向的決定都發生在第一[階段]」。因此，發現自己處於第二階段而又未曾承諾過只選一個盒子的玩家，最終將一無所有，也無人可怪。用伯吉斯的話來說：“你沒有做好童子軍的準備”；“財富是為那些做好準備的人預留的”。
伯吉斯強調，與某些評論者（例如，彼得·斯萊扎克，Peter Slezak）的觀點相反，他不建議玩家試圖欺騙預測者。他也不假設預測者無法在第二階段預測玩家的思維過程。相反，伯吉斯將紐康伯悖論分析為一個共同原因問題，並特別關注採納一套始終完全一致的無條件概率值的重要性——無論是隱式還是顯式。將悖論視為一個共同原因問題，就是假設玩家的決定和預測者的預測有一個共同的原因。（這個共同的原因可能是，例如，在第二階段開始之前某個特定時間玩家大腦的狀態。）
值得注意的是，伯吉斯還強調紐康伯悖論和卡夫卡毒藥難題之間的相似之處。在這兩個問題中，人們可以有理由打算做某事，但沒有理由實際去做。然而，伯吉斯將這種相似性的認識歸功於安迪·伊根（Andy Egan）。

## 意識與模擬
紐康伯悖論也可以與機器意識的問題相關聯，特別是如果一個人腦的完美模擬能夠產生該人的意識。假設我們將預測者視為一台機器，它通過模擬選擇者在面對選擇哪個盒子的問題時的大腦來得出其預測。如果該模擬產生了選擇者的意識，那麼選擇者無法判斷他們是站在現實世界的盒子前，還是在過去由模擬產生的虛擬世界中。因此，“虛擬”的選擇者將告訴預測者“真實”的選擇者將要做出的選擇，而選擇者不知道自己是真實的選擇者還是模擬者，他應該只選擇第二個盒子。

## 宿命論
紐康伯悖論與邏輯宿命論的相關之處在於，它們都假設未來的絕對確定性。在邏輯宿命論中，這種確定性的假設造成了循環推理（“一個未來事件肯定會發生，因此它肯定會發生”），而紐康伯悖論考慮的是其遊戲的參與者是否能夠影響一個預定的結果。

## 紐康伯問題的延伸
許多類似於或基於紐康伯問題的思想實驗已在文獻中被討論。例如，已經提出了紐康姆問題的量子理論版本，其中B盒與A盒是纏結的。

### 元紐康伯問題
另一個相關的問題是元紐康伯問題。這個問題的設定類似於原始的紐康伯問題。然而，這裡的轉折是，預測者可以選擇在玩家做出選擇後才決定是否填滿B盒，而玩家不知道B盒是否已經被填滿。還有另一個預測者：“元預測者”，他在過去可靠地預測了玩家和預測者，並預測以下情況：“要麼你會選擇兩個盒子，預測者將在你之後做出其決定，要麼你只會選擇盒子B，預測者將已經做出了其決定。”
在這種情況下，選擇兩個盒子的支持者面臨以下困境：如果玩家選擇了兩個盒子，那么預測者尚未做出其決定，因此對玩家來說，更理性的選擇將是僅選擇盒子B。但是如果玩家這樣選擇，預測者將已經做出了其決定，使得玩家的決定無法影響預測者的決定。